# Crystal City, Virginia

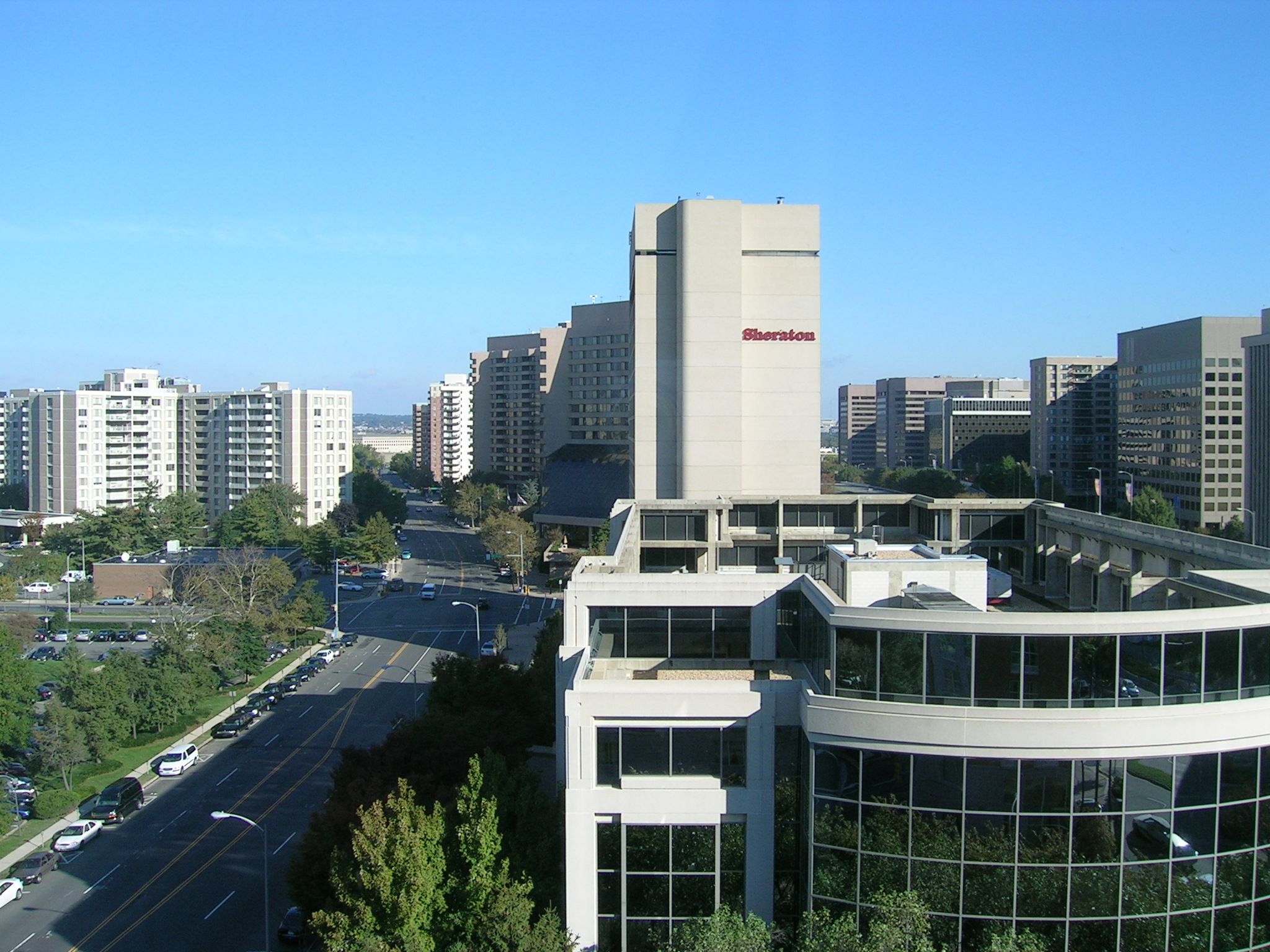

Crystal City är ett kommunfritt område (unincorporated area) i Arlington County i den amerikanska delstaten Virginia söder om stadskärnan i USA:s huvudstad Washington, D.C. Crystal City är beläget längs en sträcka av motorvägen Jefferson Davis Highway söder om Pentagon och öster om Pentagon City. I Crystal City finns en av stationerna i Washingtons tunnelbana liksom för Virginia Railway Express.